# Neumayer-Station III
Die Neumayer-Station III (kurz Neumayer III), benannt nach dem Geophysiker Georg von Neumayer, ist eine deutsche Polarforschungsstation des Alfred-Wegener-Instituts (AWI) in der Antarktis. Sie befindet sich an der Atka-Bucht auf dem etwa 200 Meter dicken Ekström-Schelfeis, etwa 6 Kilometer südlich der abgelösten Neumayer-Station II und treibt mit dem fließenden Schelfeis 157 Meter pro Jahr in Richtung offenes Meer.
Der reguläre Stationsbetrieb wurde am 20. Februar 2009 nach fast zehnjähriger Projektzeit (beginnend im Oktober 1999), bestehend aus Konzeption, Umweltverträglichkeitsstudie sowie den Planungs- und Bauphasen, aufgenommen. Die Betriebsdauer ist auf 25 bis 30 Jahre ausgelegt, die gesamte Station mit Projektierung kostete 39 Millionen Euro.

## Stationsaufbau

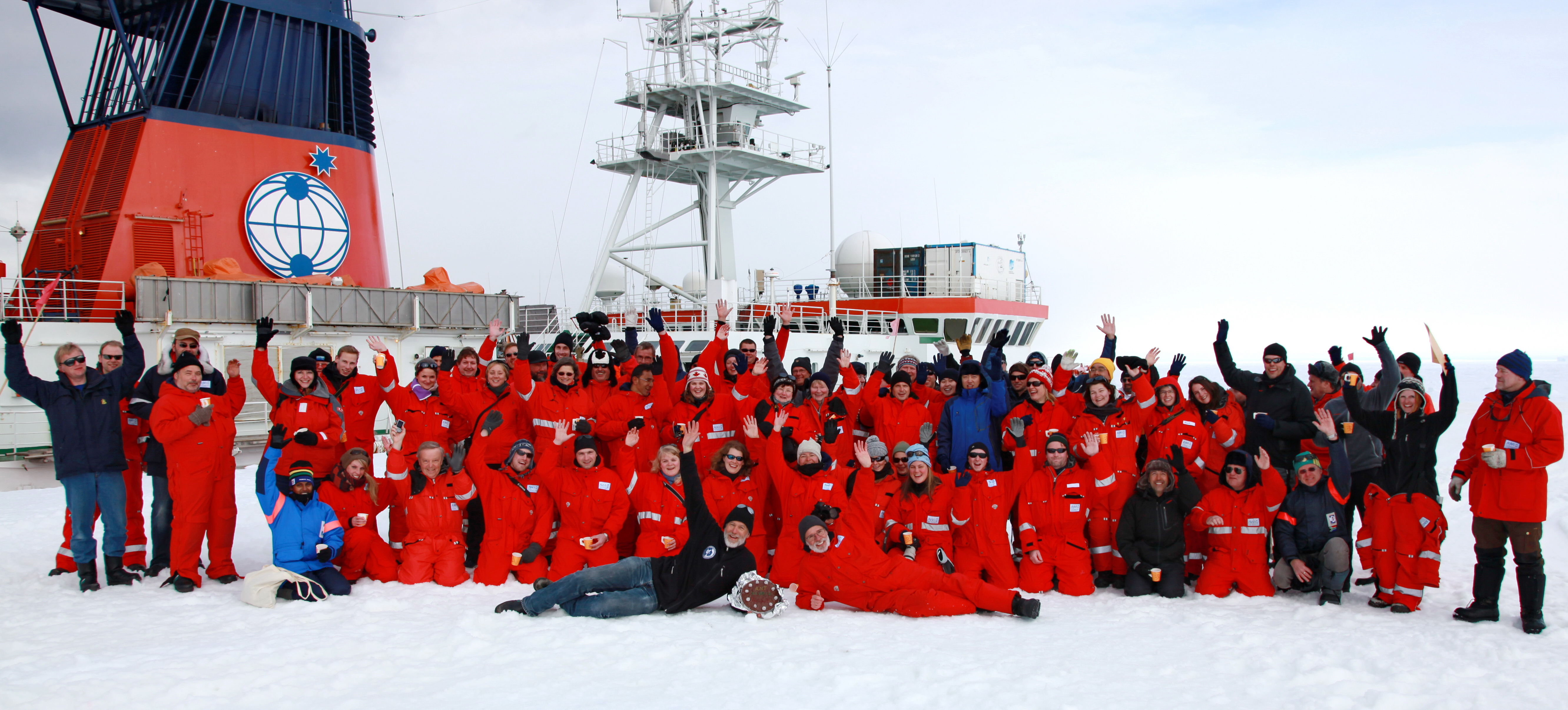
Abgelöste und neue Stationsbesatzung mit Besatzung der Polarstern an der Schelfkante (2011)

### Stelzen
Der Außenteil der Station besteht aus einer 6 m über der Bodenoberfläche befindlichen Plattform mit zwei Etagen, die auf 16 höhenverstellbaren Stelzen steht. Die mittels Hydraulik jeweils einzeln verstellbaren Stelzen ruhen auf Stahlplatten, die das Gewicht verteilen und ein Einsinken ins Eis verhindern. Zum Hochsetzen des Bauwerks werden sie einzeln eingefahren, mit Schnee unterfüllt und wieder ausgefahren. Durch diese Bauweise bilden sich keine Schneeverwehungen am Gebäude, da der vom Wind über den Boden getriebene Schnee zwischen den Stelzen hindurchweht. Nicht auf Stelzen stehende Gebäude in der Antarktis werden im Lauf der Zeit regelmäßig eingeschneit.
Durch einen jährlichen Hebevorgang von bis zu 200 cm durch Schneeunterfütterung kann die Plattform auch bei hohem Aufkommen von Neuschnee über dem Geländeniveau verbleiben.

### Tiefgarage
Die Hydraulikstelzen der Plattform stehen unterhalb der Geländeoberfläche in einer ausgehobenen Grube, die als Tiefgarage für Pistenraupen, Motorschlitten und nichtmotorisierte Transportschlitten sowie als Kühlraum dient. Die Seitenwände der Grube sind durch Spundwände aus Metall gesichert. Die Decke der Garage besteht aus schneeüberdeckten Metallplatten, zwischen denen die Stelzen emporragen.

### Plattform
Die Station wird ganzjährig betrieben und ist doppelt so groß wie ihre Vorgängerin. Sie besitzt allein 210 m² wissenschaftlicher Laborfläche, verteilt auf zwölf Räume. In den 15 Unterkunftsräumen gibt es 40 Schlafplätze. Alle Innenräume auf der Plattform bestehen aus Containern, die je nach Raumgröße ohne angrenzende Innenwände oder mit Durchgang verbunden sind und mittig an einen Verbindungsgang grenzen. Umgeben ist diese Konstruktion von einer schützenden Blechaußenhülle mit dämmender Polyurethanhartschaumfüllung. Das feuerverzinkte Material widersteht Eisstürmen und hoher UV-Strahlung besser als lackierter Stahl. Das Foto „Gerüstschnitt ...“ in der Bildergalerie stellt die in der Antarktis vorhandene Grabenoberkante im Schnee durch die grünen Metallträger dar. Der darunterliegende Bereich befindet sich später unterhalb der Schneeoberfläche.

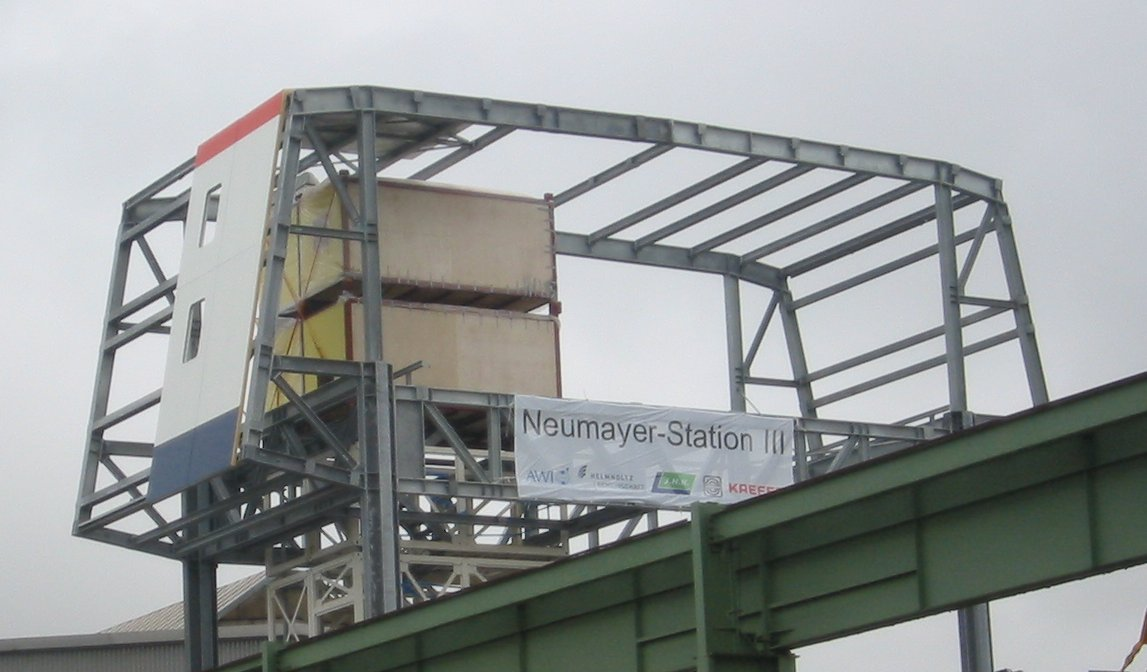
Probemontiertes Stahlskelett mit Beispielfassade und zwei Containerebenen
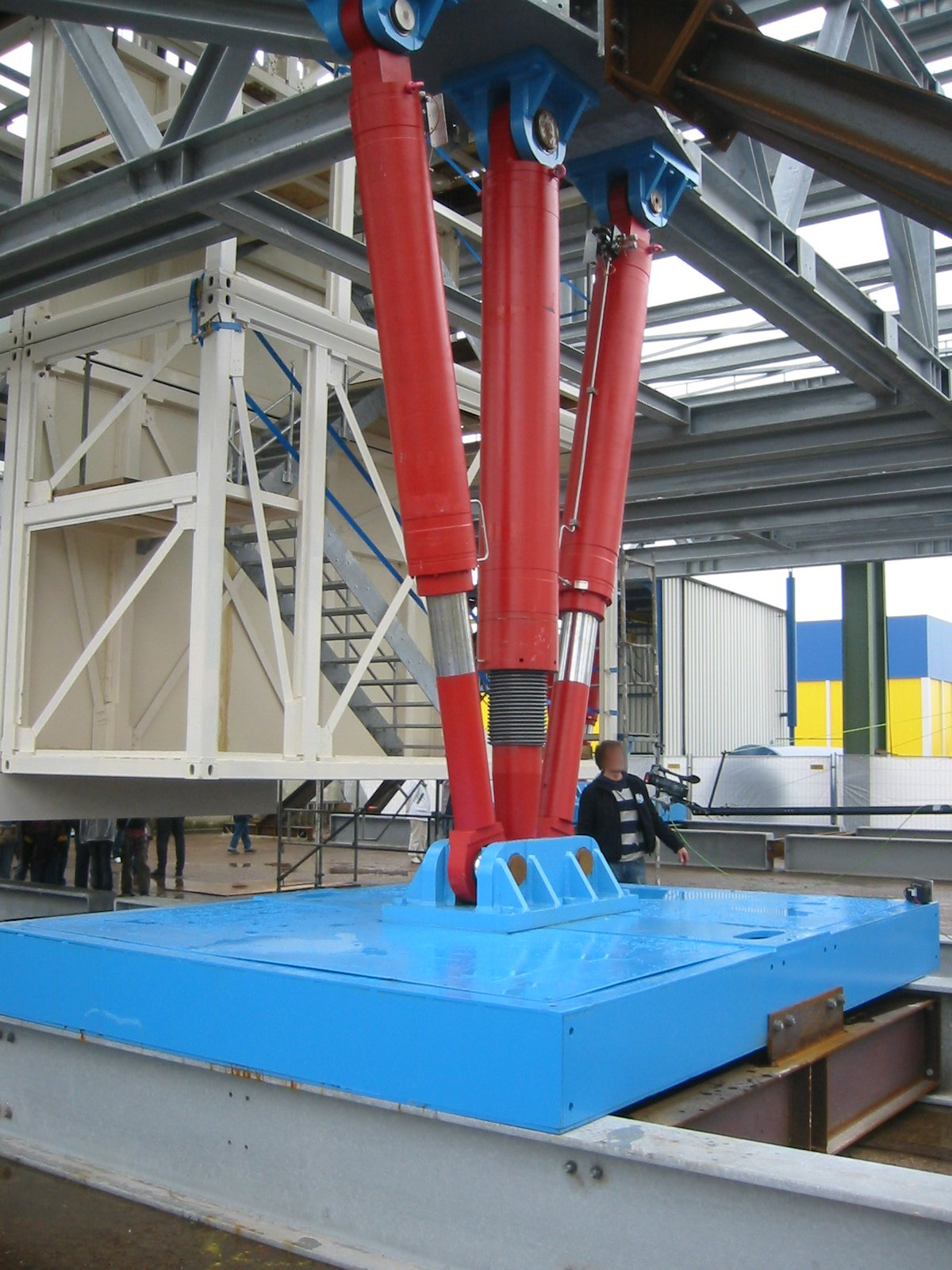
Hydraulische Einrichtung mit anhebbarer Fußplatte aus Stahl
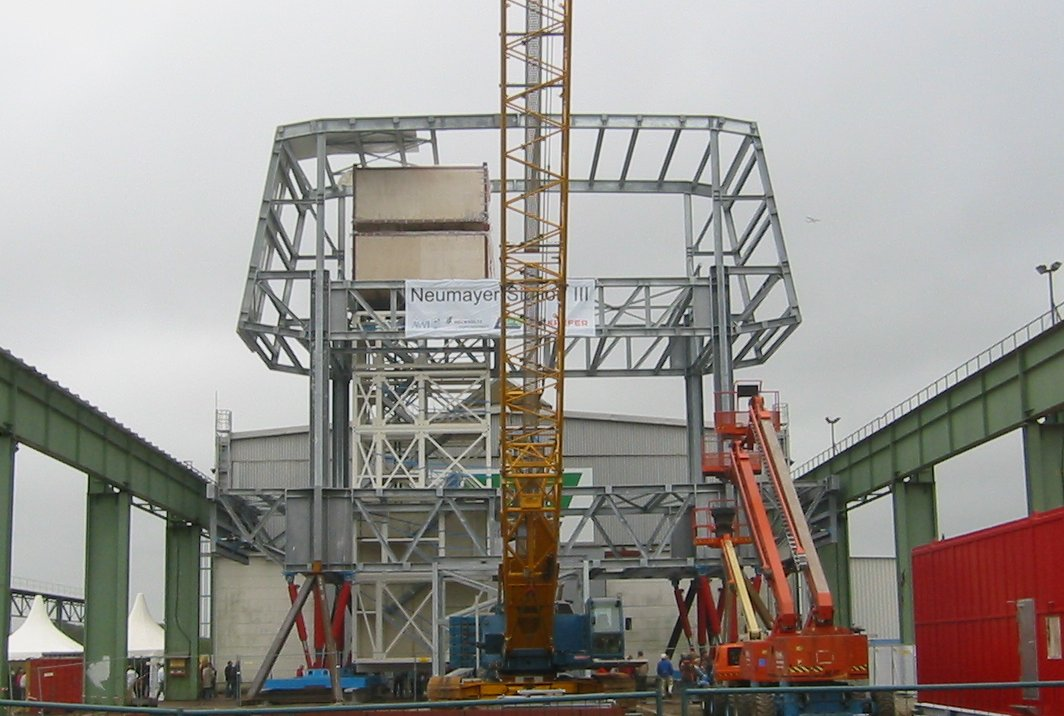
Gerüstschnitt durch ein Segment der Außenhülle

Nachdem die Vorgänger-Stationen der Neumayer III vollständig unter der Oberfläche gelegen waren, wurde nun wie bei der neuen Amundsen-Scott-Südpolstation und der weitgehend privat finanzierten belgischen Prinzessin-Elisabeth-Station ein oberirdischer Bau gewählt.

### Inneneinrichtung
Neben den genannten Labor- und Unterkunftsräumen gibt es eine nach Süden ausgerichtete, vergleichsweise große Lounge mit vielen Fenstern, einen Waschraum mit zwei Waschmaschinen und zwei Wäschetrocknern, eine Sauna, einen Serverraum, Dusch- und Waschräume, einen Essensraum mit Durchreiche in die Küche, einen Besprechungsraum, einen Krankenbehandlungs- und einen Operationsraum, verschiedene Lagerräume, eine Großraumkühlzelle, einen Kleiderwechselraum, einen Heizraum, einen Schulungs- bzw. Planungsraum und eine Kläranlage.
Im Krankenhaus der Station kann die zum Stationspersonal gehörende Ärztin im Notfall selbst schwierige Operationen durchführen.

### Amateurfunkdienst
Zu den Kommunikationseinrichtungen gehört auch eine Amateurfunkstation mit dem exterritorialen deutschen Amateurfunkrufzeichen DP0GVN. Sie darf von Mitgliedern der Stationsbesatzung in deren Freizeit nach eigenen Vorlieben betrieben werden.
Seit Anfang 2018 ist außerdem unter gleichem Rufzeichen eine WSPR-Bake in Betrieb. Daneben existiert seit Februar 2020 auch eine komplette Sende- und Empfangsstation zur Kommunikation über den geostationären Amateurfunksatelliten QO-100.

### Bibliothek im Eis
Eine besondere Einrichtung der Neumayer-Station III ist die Bibliothek im Eis, ein Kunstprojekt des deutschen Künstlers Lutz Fritsch. Die Bibliothek wurde ursprünglich im Winter 2003/04 in der Nähe der Neumayer-Station II eingerichtet. Sie besteht aus einem 20-Fuß-Container und bietet den Wissenschaftlern und Mitarbeitern der Station einen außergewöhnlichen Raum, um Bücher zu lesen und sich zurückzuziehen.
Im Zuge des Übergangs von der Neumayer-Station II zur Neumayer-Station III wurde die Bibliothek im Februar 2009 an den neuen Standort in unmittelbarer Nähe zur neuen Station verlegt. Die Sammlung umfasst Bücher, die von Wissenschaftlern, Künstlern und anderen Interessierten gespendet wurden, und stellt einen kulturellen Beitrag zur Arbeit und zum Leben in der extremen Umgebung der Antarktis dar.

## Forschungsbetrieb

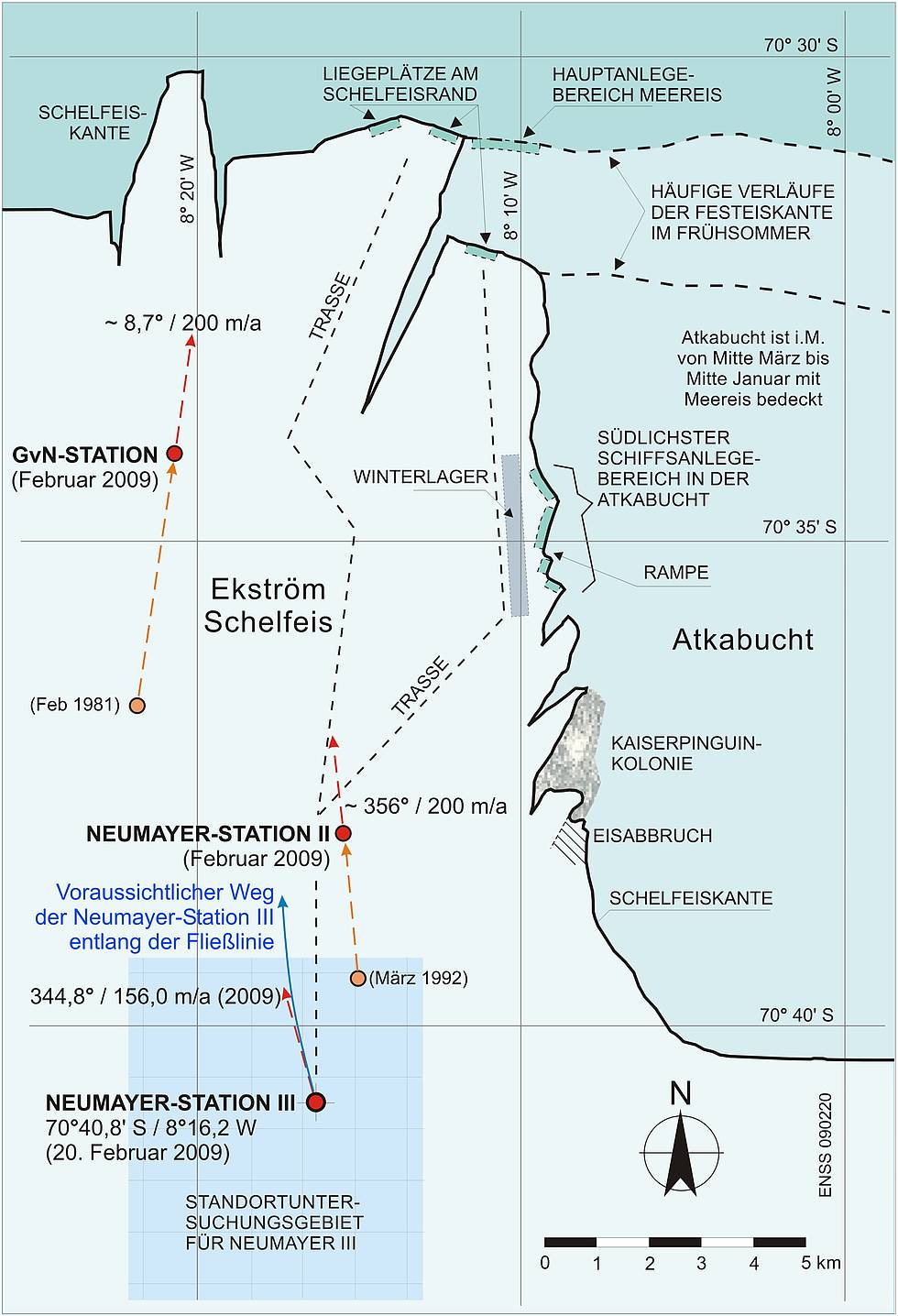
Die Umgebung der Neumayer-Station III, verzeichnet sind unter anderem die Anlegestellen an der Schelfeiskante und die Pinguinkolonie.

### Überblick
Auf den Neumayer-Stationen wird seit 1981 in den einzelnen Observatorien kontinuierlich geforscht. Neben den Hauptrichtungen Meteorologie, Geophysik und Luftchemie, die seit den 1980er Jahren beforscht werden, gibt es seit 2003 auch Forschung zu Infraschall und seit 2005 zu mariner Akustik.

### Pinguin-Kolonie-Forschung
Einer der Forschungsschwerpunkte richtet sich auf die Pinguin-Kolonien der Antarktis und die Auswirkungen des Klimawandels auf ihr Habitat.

### Gletscherforschung
In 1,5 km Entfernung zur Station werden täglich Schneeproben entnommen, um zu erforschen, wie genau sich Neuschnee in Gletschereis verwandelt.

### Außenstationen
Um durch den Stationsbetrieb Messergebnisse nicht zu beeinflussen, gibt es, in ähnlicher Lageanordnung wie bei der Neumayer-Station II, kleinere Plattformen in 900 bis 1500 Metern Entfernung.
Diese Außenstationen sind Langzeitobservatorien, wo Magnetik-, Seismik-, Spurenstoff- und Akustikforschungen betrieben wird. Die Station betreibt eine Webcam, über die aktuelle Außenansichten der Station und Filme der letzten 24 Stunden abgerufen werden können. Ebenso werden die aktuellen Wetterdaten im Internet zugänglich gemacht (siehe Weblinks).
Auch ein Luft-Chemie-Observatorium in einem kleinen Forschungscontainer existiert, in dem die Klimagase der Atmosphäre, vor allem klimaschädliche Treibhausgase, analysiert werden.

### Weltraumforschung
Die Neumayer-Station wurde auch für Forschung für Weltraummissionen genutzt: Im künstlichen Garten EDEN ISS wurde auch im Polarwinter Gemüse angebaut, das nur unter künstlichem Licht und mit einer Nährlösung ohne Erde wuchs. Ursprüngliches Ziel war die Entwicklung von effizientem Anbau für die Versorgung der ISS. Die gewonnenen frischen Lebensmittel wurden für die Versorgung der Neumayer-Station genutzt, die sonst durch Tiefkühlkost erfolgt.
Das Gewächshaus EDEN ISS wurde von März 2015 bis Februar 2019 im Rahmen des Research-and-Innovation-Action-Programms Horizon 2020 unter dem Thema Space exploration / Life support durch die EU finanziert. Verlängernd finanziert bis 2021 wurde es durch DLR und AWI. 2021 haben NASA und DLR zu Gemüseanbautechniken für Mond und Mars experimentiert. Bis Frühjahr 2022 forscht Jess Bunchek als Gast der NASA darüber, wie zukünftige Astronauten Salat, Gurken, Tomaten, Paprika und Kräuter mit möglichst wenig Zeit- und Energieaufwand ziehen können.

## Montage
Die wesentlichen Bauteile wurden in Bremerhaven probeweise aufgebaut und in ihrer Funktion getestet. Der Hauptteil der in Einzelteilen verschifften Baumaterialien sowie die schweren Baugeräte wurden von Anfang November 2007 bis Ende Januar 2008 am Zielort angeliefert; letztere verließen das Ekström-Schelfeis im Februar 2009. Für die Montage wurde eine Baumannschaft von 90 Spezialisten in die Antarktis entsandt. Mitte Januar 2009 wurden die Außenarbeiten an der Station abgeschlossen, so dass der weitere Ausbau der 99 unter der Außenhülle befindlichen Container weitgehend witterungsunabhängig stattfinden konnte. Am 20. Februar wurde die Station während eines Festaktes in Berlin im Beisein der damaligen Forschungsministerin Annette Schavan der Nutzung übergeben.

## Patent
Die Forschungsstation beruht auf dem Patent „Nutzbauwerk für Dauerschneegebiete“ (Patentnummer: DE 10358631 B3) der „Stiftung Alfred-Wegener-Institut für Polar- und Meeresforschung Bremerhaven, Deutschland“. Es wurde von Ralf Siegmund im Rahmen seiner Tätigkeit am AWI erfunden und am 11. Dezember 2003 angemeldet.

## Daten
- Gebäudehöhe: 29,2 m (Garagenboden bis Außendeck)
- Außenmaß der Plattform: 68 m × 24 m
- Grabentiefe unter der Station: 8 m
- Masse:[13] etwa 2300 t
- Nutzfläche (vier Etagen):[13] 4864 m²
- Klimatisierte Fläche:[13] 2118 m²
- Winterbesatzung: 9
- Sommerbesatzung: 60
- Drei Dieselgeneratoren Typ SES-HPC 160 D  für Normalbetrieb: 3 × 160 kW elektrische Leistung
- Ein Dieselgenerator Typ SES-HPC 160 D für Notbetrieb: 1 × 160 kW
- Zunächst nur[22] ein Enercon E-10-Windgenerator: 30 kW, geplant ab 2023–2025 vier Fairwind-Vertikalrotoren: je 50 kW[23]
- Elektrischer Verbrauch für Licht, Pumpen, wissenschaftliche Experimente etc.:[24] etwa 70 bis 300 kW
- Zwei unterbrechungsfreie Stromversorgungseinheiten (Battery Backup Units) mit jeweils 30 kW Leistung für ca. 30 Minuten
- Thermischer Verbrauch aus Abwärme (Heizung, Warmwasser, 25-kW-Schneeschmelze):[24] etwa 70 bis 150 kW, Wärmeleistung 178 kW je Generator
- Polardiesel-Verbrauch im Jahr (Heizung, Strom und Fahrzeuge): 315.000 Liter